# Ringelmühlbach
Der Ringelmühlbach ist ein acht Kilometer langer Bach im Landkreis Amberg-Sulzbach in der Oberpfalz in Bayern, der nach einem ostnordöstlichen Lauf auf dem Gebiet von Markt Freihung von rechts in die Vils mündet.

## Verlauf
Der Ringelmühlbach beginnt seinen zuerst nordöstlichen Lauf im Dorf Massenricht der Stadt Hirschau am Ostrand der geschlossenen Bebauung mit einem langgezogenen und nur mäßig nach rechts ausholenden Bogen, auf dem er insgesamt ostnordöstlich läuft. Bald wechselt er am Rande der Rodungsinsel um das Dorf in ein größeres Waldstück der Nachbargemeinde Markt Freihung, in der er einige Weiher passiert und sich nahe am Ortsrand vom Walde löst. Am Ostende von Freihung unterquert er die Staatsstraße 2166 nach Thansüß und die Bahnstrecke Neukirchen–Weiden und lässt das Dorf fast ganz links liegen. Ab der Schwadermühle geht er auf Westkurs und trennt einen kleinen Siedlungsteil und das daran anschließende Gewerbegebiet im Norden vom Hauptteil des Ortes, wobei er an der Straßenbrücke der B 299 auf die andere Seite der Bahnlinie und der Straße wechselt. Gleich danach speist er auf etwa 407 m ü. NHN eine im unteren Bereich waldumstandene Weiherkette, deren letzter, der Große Hackelweiher, mit über 7 Hektar Fläche am größten ist. Nach einer kurzen Strecke im Wald in südwestlicher Richtung mündet er von rechts in die Vils.

## Orte entlang des Ringelmühlbachs
- Massenricht
- Freihung